# 개풍군 (대한민국)
개풍군(開豊郡)은 대한민국 경기도에 있는 대한민국의 군이다. 이북5도위원회가 관리하는 명목상의 행정 구역이다. 한강 및 임진강 유역과 접한 군으로, 면적은 935.61km2이며, 14개 면, 90개 리를 관할한다. 군청소재지는 개성시 용산동이다.
1945년 11월 4일에 재조선 미국 육군사령부 군정청의 관할하에 있던 경기도 개풍군의 38선 이남 지역을 기반으로 하여 신설되었으나, 1950년에 6.25 전쟁이 발발하면서 조선민주주의인민공화국의 지배하에 들어갔다. 뒤이어 1952년 12월에 조선민주주의인민공화국에서 군면리 대폐합이라고 부르는 행정 구역 개편이 시행되었고, 1953년 7월 27일에 체결된 한국 군사 정전에 관한 협정에 따라 옛 개풍군 거의 대부분이 한반도 군사 분계선 이북 지역이 되었다. 다만 중면 동강리 일부가 대한민국
령 비무장지대에 끼었다. 따라서 대한민국 이북5도위원회에서 명목상 관할하는 경기도 개풍군은 1945년 8월 15일 광복 당시의 행정 구역을 따르고 있다.

## 역사
1945년 9월 2일에 미국과 소련이 한반도를 분할 점령함으로써 38선 이남에 있던 경기도 개풍군 서면·남면·청교면·봉동면·광덕면·상도면·대성면·중면·흥교면·임한면 전부, 토성면 대부분, 북면·영남면 일부가 재조선 미국 육군사령부 군정청 관할 아래, 38선 이북에 있던 영북면 전부, 북면·영남면 대부분, 토성면 일부분이 소비에트 민정청 관할 아래 들어갔다. 이어 1945년 11월 4일에는 북면의 38선 이남 지역이 토성면에, 영남면의 38선 이남 지역이 장단군 진서면에 각각 편입되었다. 소비에트 민정청에서 관할하던 38선 이북의 개풍군 영남면·영북면·북면과 장단군 대강면·강상면·대남면·소남면·장도면은 황해도 장풍군으로 통합되었는데, 개풍군 토성면은 영남면에 편입되었다.
1952년 12월에 조선민주주의인민공화국이 군면리 대폐합을 통해 행정 구역을 개편하면서 황해도 장풍군과 개풍군 전체(6.25 전쟁을 통해 점령한 38선 이남의 개풍군 지역 포함)가 판문군과 개풍군이 되었다. 1953년 7월 27일에 체결된 한국 군사 정전에 관한 협정에 따라 개풍군 전역이 한반도 군사 분계선 이북 지역이 되었다.

## 행정 구역
군의 중심부에 위치한 개성시를 3면으로 둘러싸면서 서쪽은 예성강을 건너 황해도 연백군, 북서쪽은 황해도 금천군에 접하고, 동쪽은 경기도 장단군과 경계를 이룬다. 한편 남서쪽으로는 한강을 사이에 두고 인천광역시 강화군과 접하고, 남동쪽으로는 임진강을 경계로 경기도 파주시와 인접한다. 실제로 사천강 이동의 중면 동강리 일부가 수복되었으나 행정 구역이 지정되지는 않았다.
| 읍면           | 면적(km2) | 리 수 | 리(里)                                                                                          |
| -------------- | --------- | ----- | ----------------------------------------------------------------------------------------------- |
| 광덕면(光德面) | 30.59     | 5     | 고척(高尺) 중련(中連) 광덕(光德) 황강(黃江) 사분(寺盆)                                          |
| 남면(南面)     | 44.75     | 9     | 신(新) 군은(軍隱) 창릉(昌陵) 후석(候石) 율응(栗鷹) 조제(照濟) 옥산(玉山) 장산(狀山) 수우(修隅)  |
| 대성면(大聖面) | 39.71     | 8     | 풍덕(豊德) 대성(大聖) 신죽(新竹) 구읍(舊邑) 지내(池內) 산귀(山歸) 고군(古郡) 삼달(三達)         |
| 봉동면(鳳東面) | 60.37     | 8     | 봉동(鳳東) 대조족(大鳥足) 백전(白田) 발송(鉢松) 고두산(高頭山) 흥왕(興旺) 지금(芝金) 도평(都平) |
| 북면(北面)     | 71.12     | 6     | 여현(礪峴) 일삼소(一三所) 이소(二所) 용현(龍峴) 가토미(加土尾) 식포(食浦)                       |
| 상도면(上道面) | 36.75     | 6     | 풍천(楓川) 삼인(三仁) 상도(上道) 양사(羊司) 연동(蓮洞) 대릉(大陵)                               |
| 서면(西面)     | 29.17     | 5     | 광정(光井) 연산(蓮山) 강(江) 개성(開城) 전포(錢浦)                                              |
| 영남면(嶺南面) | 96.39     | 6     | 용흥(龍興) 소릉(昭陵) 반정(伴程) 심천(深川) 현화(玄化) 대원(大院)                               |
| 영북면(嶺北面) | 84.32     | 4     | 길수(吉水) 길상(吉祥) 고덕(古德) 월고(月古)                                                     |
| 임한면(臨漢面) | 48,82     | 8     | 월암(月巖) 사동(仕洞) 채련(採蓮) 가정(佳井) 정곶(丁串) 유천(柳川) 상조강(上祖江) 하조강(下祖江) |
| 중면(中面)     | 50.56     | 7     | 대룡(大龍) 식현(食峴) 덕수(德水) 송산(松山) 천덕(天德) 창내(倉內) 동강(東江)                    |
| 청교면(靑郊面) | 46.52     | 6     | 양릉(陽陵) 탄동(炭洞) 배야(排也) 유릉(裕陵) 광답(廣畓) 묵송(墨松)                               |
| 토성면(土城面) | 63.64     | 5     | 토성(土城) 여릉(麗陵) 곡령(鵠嶺) 연하(煙霞) 관전(館前)                                          |
| 흥교면(興敎面) | 41.97     | 7     | 흥천(興天) 흥교(興敎) 궁천(宮川) 사곡(仕谷) 지현(芝峴) 조문(照門) 영정(領井)                    |

## 참고 문헌
- “경기도 내 미수복 시군 소개, 기구 및 정원”. 이북5도위원회.

## 같이 보기
- 개풍군
- 개풍군의 국회의원